# Thyridiphora grisea
Thyridiphora grisea is een vlinder uit de familie van de grasmotten (Crambidae), uit de onderfamilie van de Glaphyriinae. De wetenschappelijke naam van deze soort is voor het eerst gepubliceerd in 1968 door Hans Georg Amsel.
De soort komt voor in Pakistan.